# Quan hệ Ukraina – Việt Nam
Quan hệ Việt Nam – Ukraina là mối quan hệ song phương chính thức giữa Cộng hòa Xã hội Chủ nghĩa Việt Nam và Ukraina. Việt Nam là một trong những quốc gia đầu tiên công nhận nền độc lập của Ukraina sau khi Liên Xô tan rã, vào ngày 27 tháng 12 năm 1991. Hai nước thiết lập quan hệ ngoại giao vào ngày 23 tháng 1 năm 1992. Đại sứ quán Việt Nam tại Ukraina chính thức hoạt động từ năm 1993 tại Kyiv, trong khi Đại sứ quán Ukraina tại Việt Nam được mở cửa vào năm 1997 tại Hà Nội.

## Quan hệ chính trị và kinh tế

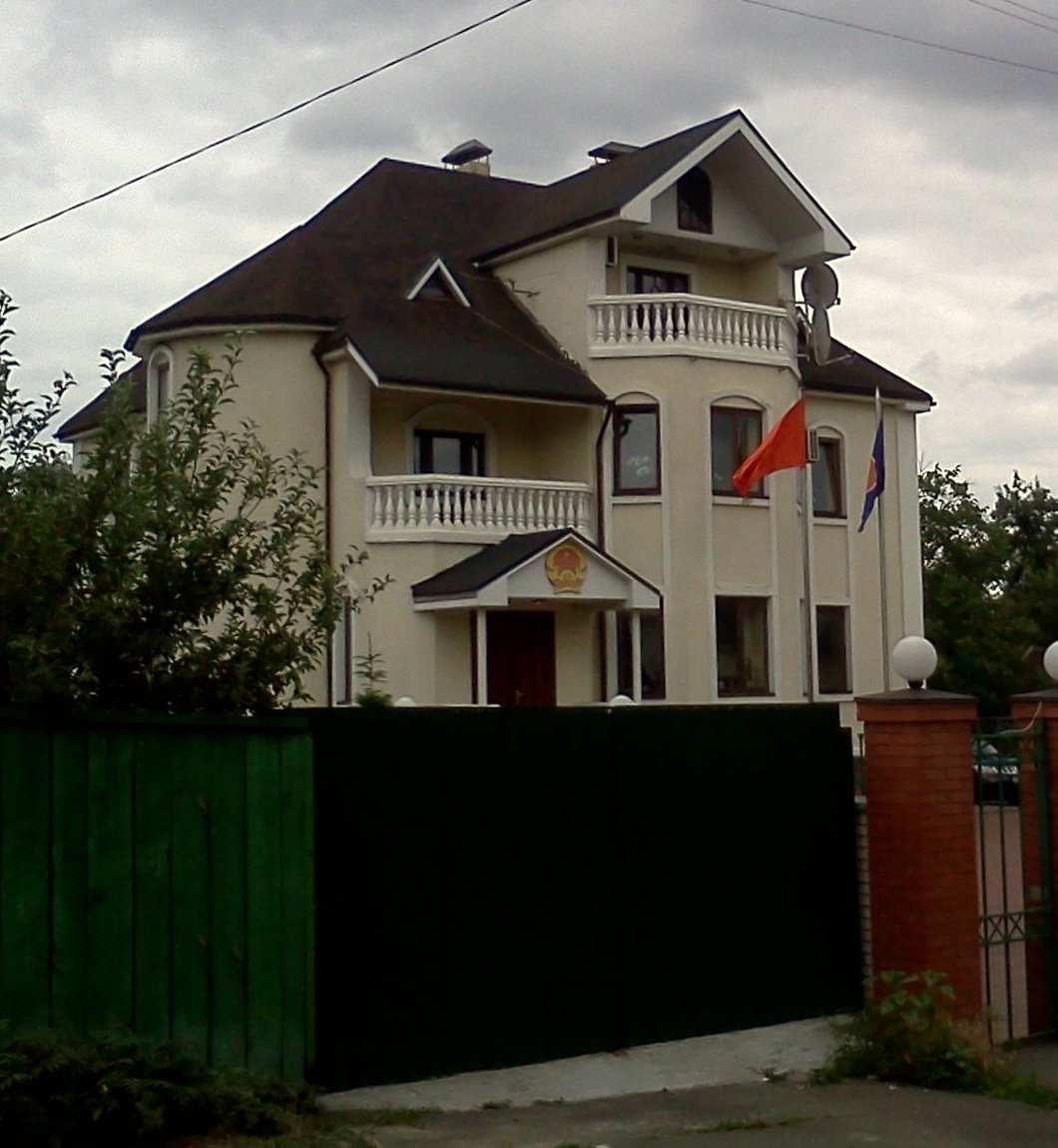
Đại sứ quán Việt Nam tại Kyiv

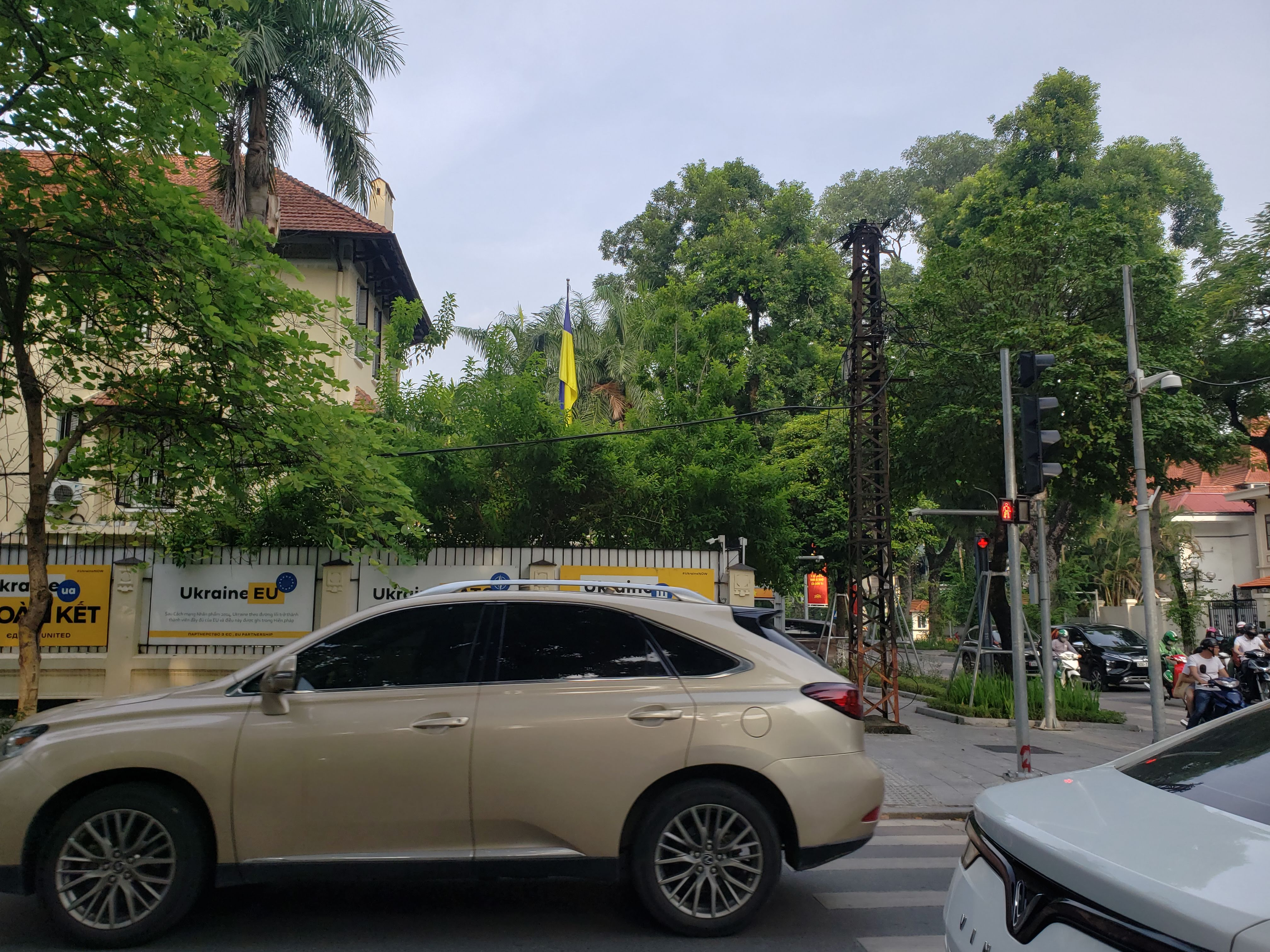
Đại sứ quán Ukraine ở Hà Nội

Việt Nam duy trì quan hệ hữu nghị với Ukraina kể từ khi quốc gia này tuyên bố độc lập. Một trong những yếu tố quan trọng góp phần củng cố mối quan hệ hai nước là sự hiện diện của cộng đồng người Việt tại Ukraina và vai trò của Ukraina như một trong những nguồn cung cấp thiết bị quân sự chủ chốt cho Việt Nam. Trong nhiều năm, Ukraina đã hỗ trợ Việt Nam trong việc hiện đại hóa và nâng cấp lực lượng quốc phòng.
Kể từ năm 2014, khi xảy ra xung đột Nga – Ukraina, Việt Nam duy trì lập trường trung lập, không đứng về bên nào. Lập trường này tiếp tục được giữ vững sau cuộc can thiệp quân sự của Nga vào Ukraina năm 2022. Mặc dù vậy, một bộ phận lớn người dân Việt Nam có xu hướng ủng hộ Nga và Tổng thống Vladimir Putin, trong khi các nhà hoạt động dân chủ và tiếng nói bất đồng chính kiến tại Việt Nam lại công khai bày tỏ sự ủng hộ đối với Ukraina, đồng thời kêu gọi chính phủ Việt Nam ủng hộ chủ quyền và toàn vẹn lãnh thổ của Ukraina.
Về mặt kinh tế, hai nước đã có những nỗ lực mở rộng quan hệ thương mại, đặc biệt từ năm 2018 trở đi. Ukraina là một trong những đối tác thương mại quan trọng của Việt Nam tại khu vực châu Âu, với nền tảng quan hệ lâu dài từ thời Liên Xô.
Tại Diễn đàn Kinh tế Thế giới ở Davos (Thụy Sĩ), Thủ tướng Việt Nam Phạm Minh Chính và Tổng thống Ukraina Volodymyr Zelensky đã có cuộc gặp song phương, trong đó hai bên khẳng định mối quan hệ hữu nghị truyền thống và mong muốn tăng cường hợp tác. Tổng thống Ukraina bày tỏ cảm ơn Việt Nam vì đã hỗ trợ nhân đạo và thể hiện lập trường ủng hộ chủ quyền và toàn vẹn lãnh thổ của Ukraina. Hai nhà lãnh đạo nhấn mạnh sự cần thiết phải thúc đẩy quan hệ song phương trên nhiều cấp độ, đồng thời thảo luận khả năng Việt Nam ủng hộ sáng kiến Hòa bình của Ukraina.

## Các chuyến thăm cấp cao
Tháng 9 năm 2017, Bộ trưởng Ngoại giao Ukraina Pavlo Klimkin đã có chuyến thăm chính thức tới Việt Nam và hội đàm với Thủ tướng Nguyễn Xuân Phúc.

## Cộng đồng người Việt tại Ukraina

### Vietnamese community in Ukraine
Theo Tổng điều tra dân số Ukraina năm 2001, có khoảng 4.000 người Việt sinh sống tại nước này. Tính đến năm 2022, Bộ Ngoại giao Việt Nam ước tính có khoảng 7.000 công dân Việt Nam tại Ukraina. Tuy nhiên, theo Hiệp hội Hữu nghị Ukraina – Việt Nam, trước khi Nga can thiệp quân sự vào Ukraina vào tháng 2 năm 2022, cộng đồng người Việt tại Ukraina có thể lên tới 100.000 người. Thành phố Kharkiv là nơi tập trung cộng đồng người Việt đông đảo nhất, trong đó nhiều người buôn bán tại chợ Barabashovo – một trong những khu chợ lớn nhất châu Âu. Tại đây, nhiều thương nhân Việt sử dụng tên gọi đã được Ukraina hóa để thuận tiện trong giao tiếp và kinh doanh.
Người Ukraina có cái nhìn tích cực đối với cộng đồng người Việt, dựa trên những mối liên hệ lịch sử từ thời Liên Xô, đặc biệt là trong lĩnh vực giáo dục và lao động. Từ những năm 1950, Việt Nam đã bắt đầu cử sinh viên sang Liên Xô học tập, phần lớn theo ngành kỹ thuật. Đặc biệt, trong thập niên 1980, Liên Xô ký thỏa thuận với Việt Nam cho phép các sinh viên và người lao động ưu tú sang học tập và làm việc. Điều này dẫn đến sự hình thành của các cộng đồng người Việt tại các thành phố như Kharkiv, Odessa và Kyiv.
Một trường hợp đáng chú ý là Phạm Nhật Vượng – tỷ phú đầu tiên của Việt Nam, từng sinh sống và lập nghiệp tại Kharkiv trong những năm 1990. Tại đây, ông sáng lập thương hiệu mì ăn liền Mivina, sản phẩm từng rất phổ biến tại Ukraina trong thời kỳ hậu cộng sản.

### Cộng đồng người Ukraina tại Việt Nam
Tính đến năm 2016, có khoảng 2.000 công dân Ukraina sinh sống và làm việc tại Việt Nam. Trong đó, chỉ có khoảng 120 người đăng ký lưu trú chính thức tại Đại sứ quán Ukraina tại Hà Nội. Hiện tại, không có tổ chức cộng đồng hay tổ chức tôn giáo nào đại diện cho người Ukraina tại Việt Nam – một phần do khoảng cách địa lý xa và sự khác biệt về văn hóa, ngôn ngữ. Phần lớn người Ukraina tại Việt Nam là lao động hợp đồng ngắn hạn, chủ yếu làm việc trong các lĩnh vực như du lịch, thương mại, vận tải biển, khai thác than – dầu khí, hoặc tham gia các doanh nghiệp nhỏ. Một số người Ukraina sống trong gia đình đa văn hóa có vợ/chồng là người Việt.
Các thành phố có cộng đồng người Ukraina đáng kể bao gồm: Nha Trang (khoảng 100 người), Vũng Tàu (khoảng 100 người), Hà Nội (50 người), and Thành phố Hồ Chí Minh (50 người).